# Fitoekstrakcja
Fitoekstrakcja – rodzaj fitoremediacji polegający na usuwaniu zanieczyszczeń z gleby lub wody i gromadzeniu ich w tkankach roślin. W procesie tym wykorzystuje się rośliny pobierające metale ciężkie (a także półmetale) z gleby i zdolne do ich bioakumulacji w nadziemnych częściach.
Wydajność fitoekstrakcji zależy od współczynnika bioakumulacji lub biokoncentracji, czyli stosunku ilości substancji chemicznej w organizmie do jej ilości w środowisku. Fitoekstrakcja jest skuteczna, gdy stosunek ten przewyższa jeden, a dla zastosowania praktycznego zakłada się, że powinien wynosić co najmniej 10. Rośliny zdolne do takiej akumulacji (hiperakumulatory) są rzadkie i według stanu wiedzy z początku XXI w. stanowiły mniej niż 2‰ (nieco ponad 400) gatunków roślin okrytonasiennych. Ponadto akumulacja ta powinna zachodzić nie tylko w korzeniach i kłączach, ale w pędach nadziemnych, które można łatwo zebrać. Drugim czynnikiem wpływającym na wydajność oczyszczania gleby tą metodą jest produktywność roślin wykorzystywanych do tego procesu. Wiele hiperakumulatorów ma małą produktywność, ale zdarzają się wyjątki. 
Aby organizm mógł być hiperakumulatorem, musi mieć dużą tolerancję ekologiczną uzyskaną dzięki mechanizmom fizjologicznym neutralizującym toksyczne działanie metali. 
W fitoekstrakcji zanieczyszczenia są aktywnie usuwane z gleby, w odróżnieniu od fitostabilizacji, gdzie jedynie są unieruchamiane w strefie kłączowo-korzeniowej.